# Irena
Irena je ženské křestní jméno. Podle českého kalendáře má svátek 16. dubna.
Původ má v řeckém slově εἰρήνη (eiréné) s významem „mír“. Mužským protějškem jména Irena je zřídka používané jméno Ireneus nebo Irenej.

## Irena v jiných jazycích
- Česky, slovensky, nizozemsky, litevsky, polsky, srbsky, slovinsky: Irena
- Čínsky: Ailin nebo Yileina
- Anglicky, německy, italsky, španělsky, portugalsky, švédsky, norsky, dánsky: Irene
- Bulharsky: Irena, Irina
- Chorvatsky: Irena, Ena
- Makedonsky, rumunsky, rusky, ukrajinsky: Irina
- Francouzsky: Irène

## Domácké podoby
Iruška, Irka, Ira, Irinka, Rena, Renka, Irenka, Irča, Iris, Irísek

## Statistické údaje
Následující tabulka uvádí četnost jména v ČR a pořadí mezi ženskými jmény ve srovnání dvou roků, pro které jsou dostupné údaje MV ČR – lze z ní tedy vysledovat trend v užívání tohoto jména:
| Rok       | Četnost    | Pořadí      |
| 1999      | 47 855     | 34.         |
| 2002      | 47 410     | 34.         |
| Porovnání | o 445 méně | žádná změna |
| 2006      | 46 065     | 34.         |

Změna procentního zastoupení tohoto jména mezi žijícími ženami v ČR (tj. procentní změna se započítáním celkového úbytku žen v ČR za sledované tři roky 1999-2002) je -0,1%.

## Známé nositelky jména
- Eiréné – řecká bohyně míru a jara
- Svatá Irena (více žen)
- Irena z Athén – císařovna východořímské říše
- Irena Dukaina – žena byzantského císaře Alexia I. Komnena
- Irena Švábská – německá královna
- Irene Adler – láska Sherlocka Holmese
- Irena Aulitisová, slovenská lékařka, politička a poslankyně
- Irene Bedard – severoamerická indiánská herečka
- Irena Budweiserová – česká zpěvačka
- Irene Cara – americká zpěvačka
- Irena Dousková – česká spisovatelka
- Irena Hnízdilová – česká varhanice
- Irini Charalambidu – česko-řecká zpěvačka
- Irena Chřibková – česká varhanice
- Eirini Kavarnou – řecká plavkyně
- Irena Kačírková – česká herečka
- Irena Kosíková – česká varhanice a skladatelka
- Irena Obermannová – česká spisovatelka
- Irena Pavlásková – česká režisérka a scenáristka
- Irena Uherská – byzantská císařovna
- Irena Velková – česká architektka, ilustrátorka a galeristka
- Ireen Wüst – nizozemská rychlobruslařka